# Ďurkovce
Ďurkovce (maďarsky Gyürki) jsou obec na Slovensku v okrese Veľký Krtíš, na jihovýchodním okraji Krupinské planiny v mělkém údolí Ďurkovského potoka v Ipeľské kotlině.

## Historie
Ďurkovce jsou poprvé písemně zmiňovány v roce 1262 jako Gurky a až do 19. století je vlastnil místní šlechtický rod Gyürki, poté patřily zdejší panství rodům Teleki a Majthényi. V 16. století byla obec zcela zničena Turky. V roce 1715 zde byla jedna domácnost, v roce 1828 zde bylo 42 domů a 257 obyvatel, kteří byli zaměstnáni jako rolníci a lesní dělníci.
Do přelomu let 1918/1919 patřila obec do Hontianské župy v Uherském království a poté k Československu, dnes Slovensku. Kvůli prvnímu vídeňskému arbitrážnímu nálezu byla obec v letech 1938 až 1944 součástí Maďarska.